# Domenico Valentino
Domenico Valentino (ur. 17 maja 1984 w Marcianise) – włoski bokser, mistrz świata, wicemistrz Europy.
Występuje na ringu w wadze lekkiej. W 2009 roku podczas mistrzostw świata amatorów w Mediolanie zdobył złoty medal w kategorii do 60 kg. Jest także srebrnym (2007) i dwukrotnie brązowym (2005, 2011) medalistą mistrzostw świata.
Zdobywca srebrnego (2011) i brązowego (2004) medalu mistrzostw Europy. Jest trzykrotnym złotym medalistą mistrzostw Unii Europejskiej (2004, 2005, 2006).
Trzykrotnie startował w igrzyskach olimpijskich (2004, 2008, 2012), najlepiej w Atenach w 2004 roku Londynie w 2012 roku, dochodząc do ćwierćfinału turnieju.